# Victor Lardanchet
Marie Victor Xavier Lardanchet (ur. 29 grudnia 1863 w Desnes, zm. 8 listopada 1936 w Nicei) – francuski rugbysta, olimpijczyk, zdobywca złotego medalu w turnieju rugby union na Letnich Igrzyskach Olimpijskich w 1900 roku w Paryżu.
Służył w policji.

## Kariera sportowa
W trakcie kariery sportowej reprezentował klub U.A.I..
Ze złożoną z paryskich zawodników reprezentacją Francji zagrał w turnieju rugby union na Letnich Igrzyskach Olimpijskich 1900. Wystąpił w obu meczach tych zawodów, w których Francuzi pokonali 14 października Niemców 27:17, a dwa tygodnie później Brytyjczyków 27:8. Wygrywając oba pojedynki Francuzi zwyciężyli w turnieju zdobywając tym samym złote medale igrzysk.